# Соломонская иглоногая сова
Соломонская иглоногая сова (лат. Athene jacquinoti) — вид птиц из семейства совиных. Видовое название дано в честь французского путешественника Чарльза Гектора Жакино.

## Описание
Птица среднего размера. Верхняя часть тела ржаво-коричневая, с белыми пятнами или полосами; нижняя часть тела кремово-охристая, с в различной степени коричневыми пятнами, с кремовым брюшком без пятен; лицевой диск серо-коричневый, с четкими белыми бровями и белым горлом. Глаза зеленовато-желтые. Длина тела достигает 26-31 см, вес 200 г. Звуки представляют собой нечто вроде невнятного мурлыканья, которое длится около секунды и повторяется несколько раз с четкими паузами. Питается разными членистоногими, например сверчками и кузнечиками, а также и мелкими позвоночными, включая грызунов и гекконов.

## Биология
Обитает на западных Соломонских островах: Санта-Изабель, Бугенвиль, Сент-Джордж и Бука, последние два из которых являются частью Папуа-Новой Гвинеи. Обитает в тропических либо субтропических лесах, на высоте 1500 м над уровнем моря. Обитает в лесных полянах либо в садах с большими деревьями. Ночной вид. Днём находится в дуплах больших деревьев.
Мало что известно о поведении соломонской иглоногой совы при размножении. Самец издает свой характерный территориальный призыв круглый год, но становится более громким в период размножения, когда пары могут кричать вместе в дуэте. Крик представляет собой нечто вроде невнятного мурлыканья, мало чем отличающегося от голубиного, которое длится около секунды и повторяется несколько раз с четкими паузами. Судя по знаниям ученых о других иглоногих совах, кажется вероятным, что эта сова гнездится в дупле дерева и что самка откладывает от двух до трех яиц.
МСОП оценил соломонскую иглоногую совы как «Вид, вызывающий наименьшее беспокойство». Сообщается, что, несмотря на ограниченный ареал, он широко распространен. В некоторых районах как взрослых, так и молодых птиц, по общему мнению, забирают из гнезд и держат в качестве домашних животных. Другие потенциальные угрозы включают вырубку лесов и неконтролируемое использование пестицидов. Как и все островные эндемики с ограниченным ареалом, этот вид также уязвим перед локальными экологическими катастрофами, а на Соломоновых островах и тропические циклоны, и извержения вулканов представляют собой редкую, но реальную опасность.

## Подвиды
Выделяют 4 подвида:
- Athene jacquinoti jacquinoti Bonaparte, 1850	 — Санта-Изабель
- Athene jacquinoti eichhorni (Hartert, 1929) — Бука, Бугенвиль и Шуазёль
- Athene jacquinoti mono (Mayr, 1935) — Моно
- Athene jacquinoti floridae (Mayr, 1935) — остров Флорида